# Abderrahim Makran
Abderrahim Makran, né le 20 août 1994 à Nador, est un footballeur marocain évoluant au poste d'attaquant.

## Biographie

### En club
Il inscrit sept buts en première division marocaine lors de la saison 2016-2017.
Le 1er février 2021, il s'engage au Hassania d'Agadir en provenance du Maghreb de Fes.

### En sélection
Le 13 août 2017, il honore sa première sélection avec l'équipe du Maroc A' contre l'Égypte A' dans le cadre des qualifications à la CHAN 2018.